# Apiaká
Apiaká (Apiacá, Tapê-iting), pleme američkih Indijanaca sa sjevera brazilske države Mato Grosso u bazenu gornjeg toka Tapajósa, na Teles-Pires, gornjoj Aripuanã (rio Roosevelt) Arinos i Juruena, danas na rezervatu (domorodačkoj zemlji) Apiaká-Kayabi u općini Juara (43; 1989) i na río Ximari u općini Alta Floresta. Prvi susjedi Kayabi nazivaju ih Tapy'iting ili Tapii'sin ili ‘bijeli narod’ "gente de cor clara", dok je naziv Apiaka varijanta od tupian riječi apiaba, u značenju ‘osoba’, ‘ljudi’. Ovaj nekada brojan narod jezično pripada Velikoj porodici Tupian, porodici Tupi-Guarani, te užoj grupi plemena poznatoj kao Kawahib. Godine 1986. imaju svega 65-70 govornika) prema SIL-u), 92 (1998); 192 (2001). Dio Apiaka živi u gradu Juara. Susjedna su im plemena Bakairí i Tapayúna, na Arinosu, i Bororo, Oropia, Cauairas i Sitikawa (od kojih su posljednja 3 nestali) na Jurueni. Ne smiju se pobrkati s karipskim plemenom Apiaka. 
Pleme Paribitete, jedan su njihov ogranak

## Rezervati
Apiaká-Kayabi, Rio Ximari/Rio Matrinxã, Kayabi, Apiaká e isolados.

## Povijest
Prema Koch-Grünbergu, Apiake su u 19. stoljeću bili brojan narod kojih je 1819. bilo oko 1,500, po drugom podatku kojeg nalazi u arhivama Cuiabá bilo ih je 2,700, što je još nekompletan broj. Cândido Mariano de Silva Rondon (1865-1958), brazilski vojni časnik poznat po svojim istraživanjima sjevernog Brazila, oni su masakrirani u ranom 20 stoljeću, od čega ih je preostalo tek 32. Prema podacima iz 1978 bilo ih je 71 na rezervatu Apiaka, no taj broj je 1984. spao na 52, da bi se 1990. popeo na 92. Gubitak populacije tjerao ih je da miješaju s drugim plemenima kao što su Kokama, Kayabí, Mundurucu, Maué i Parecí.
Tokom 19. stoljeća mnogi putnici putuju rutom Arinos-Juruena-Tapajós koja u to vrijeme povezuje gradove Cuiabá i Belém. Ovi putnici imaju dobre odnose s Apiakama, trguju s njima i koriste ih kao vodiće i veslare na svojim putovanjima. Kontakt s Europljanima uveo je među njih neke nove običaje koje kombiniraju sa svojim tradicionalnim načinom života. Do katastrofe i propadanja plemena dolazi pojavom sakupljača gume koji su izvršili nekoliko masakra među njima, a ostaci nisu uspjeli da očuvaju svoj način života. Ovi ostaci Apiaka pomiješat će se nakon toga sa spomenutim plemenima Kokama, Kayabí, Munduruku, Maué, i Pareci.

## Etnografija
Rani zapisi o Apiakama govore da su živjeli u velikim kolektivnim kućama za nekoliko stotina ljudi. Današnja sela grade se u blizini velikih rijeka, s kućama duž obale. Svaka nuklearna (jezgrovna) obitelj živi u jednoj takvoj kući, koje podižu u blizini očeve kuće i kopije su onih kakve sebi grade sakupljači gume, a kao alternativu za palmino lišće, za pokrivanje krova katkad koriste taboinhu. 
Današnji Apiake adoptirali su portugalsko/brazilsku terminologiju sistema srodstva. Obitelj je u prošlosti bila monogamna, a takva je i danas, no u 19. su stoljeću kod njih uočene i poligamne obitelji u kojoj muž ima dvije žene, a poglavica i tri. 
Društvo je egalitarno u kojemu su vođe stariji ljudi, dok žene ne sudjeluju ni u kakvim političkim odlukama, a do svojih ciljeva mogu doći jedino preko svojih muževa. 
Rat
U ratovima kojih je bilo u prošlosti uz luk i strijelu, koristili su koplje, bogato ukrašeno perjem makaoa, te je više nalikovalo nekom dekorativnom predmetu nego oružju. Njihovi tradicionalni neprijatelji bili su Mundurukú, Tapayúna i Nambikwára. Svoje ratne zarobljenike, one starije, ritualno bi pojeli, dok bi mlađe ‘odgajali’ do punoljetnosti, nakon čega bi bili žrtvovani. Pravo na ljudožderski obrok imali bi tek oni koji oko svojih usta četvrtastu tetoviranu oznaku koju su zaradili prilikom ritualnih inicijacija.

## Vanjske poveznice
- Apiaká  Arhivirana inačica izvorne stranice od 21. listopada 2007. (Wayback Machine)